# Halecium corrugatissimum
Halecium corrugatissimum is een hydroïdpoliep uit de familie Haleciidae. De poliep komt uit het geslacht Halecium. Halecium corrugatissimum werd in 1928 voor het eerst wetenschappelijk beschreven door Trebilcock. 